# Тобизин, Иван Романович
Иван Романович Тобизин (Тобизен) (1808—1878) — русский военачальник, вице-адмирал.

## Биография
Родился в 1808 году.
В военную службу вступил в 1825 году. Окончил Морской корпус с производством 27 февраля 1826 года в мичманы. 
В 1827-1830 годах на бриге «Охта» перешел из Кронштадта в Средиземное море и крейсировал в Адриатическом море. 11 марта 1831 года произведен в лейтенанты.
В кампанию 1831 года на бриге «Феникс» крейсировал в Финском заливе. В 1832-1841 годах на фрегатах «Екатерина», «Паллада», кораблях «Эмгейтен» и «Фершампенуаз» крейсировал в Балтийском море.
В 1835 году награжден орденом Св. Станислава IV степени. 6 декабря 1841 года произведен в капитан-лейтенанты. В 1842-1844 годах командовал бригом «Казарский».
В 1845-1846 годах командовал шхуной «Радуга». В 1847 году награжден орденом Св. Анны III степени. 
В 1841 году, будучи в чине лейтенанта, был пожалован дворянским гербом..
В 1847-1853 годах командовал фрегатом «Церера» и линейным кораблем «Память Азова».
6 декабря 1849 года произведен в капитаны 2-го ранга. 6 декабря 1851 года награжден орденом Св. Георгия IV степени. В 1852 году награжден орденом Св. Анны II степени с пожалованием в 1858 году короны. 6 декабря 1853 года произведен в капитаны 1-го ранга.
В 1854-1855 годах командовал кораблём «Память Азова» при обороне Кронштадта. В 1856 году награждён орденом Св. Владимира IV степени.
В 1857-1862 годах командовал винтовым кораблем «Вола». В 1860 году награждён орденом Св. Владимира III степени. 
В 1863 году был произведен в контр-адмиралы с назначением младшим флагманом Балтийского моря. В 1864 году награжден орденом Св. Станислава I степени.
В 1867 году назначен в распоряжение командира Ревельского порта. 5 апреля 1871 года произведен в вице-адмиралы с назначением старшим флагманом Балтийского флота.
8 апреля 1874 года назначен командиром Ревельского порта. В том же году награждён орденом Св. Анны I степени.
Умер в ноябре 1878 года.

## Награды
- Орден Святого Станислава 4-й степени (6 декабря 1835)
- Орден Святой Анны 3-й степени (15 января 1847)
- Орден Святого Георгия 4-й степени (№ 8669; 26 ноября 1851).
- Орден Святого Владимира 4-й степени (1856)
- Орден Святой Анны 2-й степени (1852); императорская корона к ордену (1858)
- Орден Святого Владимира 3-й степени (1860)
- Орден Святого Станислава 1-й степени (6 декабря 1864)
- Орден Святой Анны 1-й степени (1867)

## Семья
Был дважды женат.
Первая жена — с 20 августа 1839 года — Оттилия Александра фон Мореншильд (1820-1848), дочь Густава Райнхольда фон Мореншильда. В браке родился один ребенок:
- Герман Вильгельм (18 августа 1840 — 14 сентября 1840)

Вторая жена — с 23 августа 1849 года — Сельма София Мехмерсхаузен (1832-1896), дочь Антона Райнхольда Мехмерсхаузена . В браке родилось 14 детей:
- Ольга (Александра) Тобизен (28 июня 1850 — 9/22 января 1906) - с 10 декабря 1862 года жена барона Этьена Жирара-де-Сукантон
- Мария Альма (5 августа 1851 — 25 июня 1852)
- Николай (Герман Вильгельм) Тобизен (26 июля 1852 — 5 августа 1885)
- Александра Мария Тобизен (8 июля 1854 — 14 августа 1899) — с 16 декабря 1880 года жена барона Харальда фон Толь
- Константин (Август) Тобизен (17 января 1856 — 21 января 1905)
- Сельма Луиза Эмилия Тобизен (18 мая 1857 — 17 июля 1930) — с 12 апреля 1885 года жена Бруно Эрнеста Мехмерсхаузена.
- Катерина Алиса Тобизен (7 сентября 1858 — ?) — с 1918 года жила в Ревеле.
- Хелена Адель (Элла) Тобизен (13 сентября 1859 — 20 апреля 1932) — с 14 апреля 1884 года жена Юлия Николаевича Гагемейстера
- Александр (Вильгельм) Иванович Тобизен (9 апреля 1861 — 16 ноября 1896) — лейтенант российского флота[5], с 7 октября 1884 года женат на Марии Федорович.
- Мария Элизабет Тобизен (1 февраля 1863 — 13 марта 1864)
- Иоганна (Дженни) Каролина Тобизен (1 февраля 1863 — ?)
- Антония София Юлия (Лулу) Тобизен (25 мая 1866 — 22 января 1927)
- Иоганнес (Джон) Алексис Тобизен (24 сентяьря 1868 — 17 августа 1932) — врач, работал в Москве и Ревеле. С 15/27 апреля 1897 года женат на баронессе Евгении Жирар-де-Сукантон (дочери барона Мориса Жирар-де-Сукантон)
- Стефан Артур Этьен Тобизен (16 сентября 1870 — 22 февраля 1893)

## Память
В Приморском крае на острове Русском имеется мыс, названный в честь Тобизина.